# Ministro de Defensa Nacional de Uruguay
El ministro de Defensa de Uruguay es la máxima autoridad del Ministerio de Defensa Nacional. Ejerce junto al presidente de la República el mando supremo de las fuerzas armadas.

## Historia
El cargo de secretario de Defensa surge en 1828 cuando José Rondeau nombra y designa a Eugenio Garzón como Ministro de Guerra y Marina del Estado Oriental. 

## Dependencias
- Las Fuerzas Armadas
- Dirección General de Secretaría de Estado